# Coraline
Coraline é uma novela fantástica de terror do autor britânico Neil Gaiman, publicado em 2002 pela Bloomsbury, no Reino Unido e pela Harper Collins, nos Estados Unidos.
Ganhou os prêmios Hugo  e Nebula Award de melhor novela de 2002 e o Bram Stoker Award de melhor trabalho de novos escritores de 2002. Foi comparada com Alice no País das Maravilhas de Lewis Carroll por causa de seu surrealismo e de sua trama baseada numa realidade alternativa.

## Sinopse
Antes de começar o conto, Coraline e seus pais se mudam para um novo apartamento perto de uma floresta. Seus pais estão sempre ocupados com o trabalho e por isso lhe dão pouca atenção. Sentindo-se isolada, Coraline sai para explorar. Ela se depara com os habitantes da nova casa para onde se mudou: duas senhoras aposentadas e um senhor que treina ratos. Enquanto explora a casa, Coraline acaba encontrando uma porta trancada cuja entrada fora bloqueada por tijolos. No dia seguinte, ela pega a chave dessa porta e a abre encontrando uma passagem que leva a um outro apartamento, duplicando o dela. Esse outro mundo que se abre é habitado por sua Outra Mãe e seu Outro Pai, que são uma réplica muito parecida de seus pais verdadeiros, exceto pela presença de botões no lugar de olhos. Esses Outros Pais parecem de início mais interessantes, divertidos e atenciosos que seus pais verdadeiros. No final do dia, Coraline tem que voltar para sua casa, no entanto, sua Outra Mãe lhe oferece a chance de ficar para sempre com ela nesse novo mundo. A única condição seria que Coraline costurasse no lugar de seus olhos, botões, assim como seus Outros Pais. Coraline decide que prefere ir para sua verdadeira casa e isso desaponta sua Outra Mãe.
Quando volta para seu apartamento no mundo real, Coraline descobre que seus pais sumiram. Ao ver que seus pais não voltam no dia seguinte, Coraline, descobre que foram sequestrados pela Outra Mãe e resolve voltar ao outro mundo para resgatá-los. Ao retornar ao outro mundo, Coraline se depara de novo com a Outra Mãe a quem recusa dar amor e a aceitar seus presentes. Furiosa com essas atitudes, a Outra Mãe prende Coraline num armário atrás do espelho como punição. Lá, ela encontra as almas de três outras crianças de diferentes eras, as quais também foram aprisionadas pela Outra Mãe e morreram comidas por elas. Quando consegue sair do quarto, Coraline desafia sua Outra Mãe a jogar um jogo onde teria que achar as almas das outras crianças e sua mãe e pai verdadeiros. Coraline consegue achar as almas das outras crianças. A primeira ela acha no baú de binquedos, a sengunda em uma especie de casulo no palco da casa das vizinhas do outro mundo e a terceira estava com o maior dos ratos do Outro Vizinho. Após resgatar as três almas e seus pais (que estavam num globo de neve), Coraline consegue escapar para seu mundo real, onde encontra seus pais verdadeiros sãos e salvos.
No dia seguinte, Coraline descobre que sua tarefa ainda não foi completada. A mão direita da Outra Mãe que tinha sido machucada e perdida durante a fuga de Coraline, tenta roubar a chave da porta para que a Outra Mãe possa obter sua vingança. Porém, Coraline consegue atrair a mão para um poço que havia nas redondezas da propriedade e a faz cair dentro do poço junto com a chave que abre a porta dos dois mundos. Dessa forma, Coraline consegue se livrar dos perigos que a Outra Mãe causava ao seu mundo.

## Adaptações

### Cinema
Em 2009, Coraline ganhou uma adaptação para o cinema. O filme foi feito em stop-motion e dirigido por Henry Selick.

### Quadrinhos
Em 2008 foi publicada uma graphic novel ilustrada por Philip Craig Russell.